# برنت بتوي
برنت بتوي (بالإنجليزية: Brent Petway)‏ مواليد 12 مايو 1985 في وارنر روبينز، هو لاعب كرة سلة أمريكي. بدأ مسيرته الاحترافية في سنة 2007. يلعب مع فريق نادي كارشياكا لكرة السلة. يحمل الرقم 4. يبلغ طوله 6 قدم 8.75 بوصة (2.1 م).

## المسيرة الاحترافية
لعب مع هارلم غلوبتروترز في موسم 2010–2011، ثم لعب مع نادي أولمبياكوس لكرة السلة من سنة 2013 إلى 2015، ثم لعب مع دينامو باسكت ساساري في الدوري الإيطالي في موسم 2015–2016، ثم لعب مع نادي كارشياكا لكرة السلة في سنة 2016.

## الإنجازات
- دوري الرابطة الوطنية لفئة التطوير (2008)
- كأس القارات لكرة السلة : (2013)
- الدوري اليوناني لكرة السلة : (2014–15)

## إحصائيات المسيرة

### الدوري الأوروبي
| السنة   | الفريق                     | لعب | بدأ | دقيقة | ميداني% | ثلاثية | حرة  | ارتداد | صنع | استلاب | تصدي | نقطة | أداء |
| ------- | -------------------------- | --- | --- | ----- | ------- | ------ | ---- | ------ | --- | ------ | ---- | ---- | ---- |
| 2013–14 | نادي أولمبياكوس لكرة السلة | 25  | 6   | 19.0  | .514    | .438   | .667 | 3.5    | .9  | .4     | 1.0  | 6.2  | 6.2  |
| 2014–15 | نادي أولمبياكوس لكرة السلة | 24  | 15  | 18.2  | .421    | .329   | .783 | 3.7    | 1.0 | .4     | .8   | 5.5  | 6.4  |
| المسيرة |                            | 49  | 21  | 18.6  | .468    | .380   | .727 | 3.6    | .9  | .4     | .9   | 5.9  | 6.3  |

## روابط خارجية
- برنت بتوي على موقع الدوري الأوروبي لكرة السلة (الإنجليزية)
- برنت بتوي على موقع كرة السلة الأوروبية.كوم (الإنجليزية)
- برنت بتوي على موقع DraftExpress.com (الإنجليزية)
- برنت بتوي على موقع كلية كرة السلة في سبورتس رفرنس.كوم (الإنجليزية)
- برنت بتوي على موقع ريلجم (الإنجليزية)
- برنت بتوي على موقع بروبوليرز (الإنجليزية)
- برنت بتوي على موقع سبورتس رفرنس (الإنجليزية)
- برنت بتوي على موقع سبورتس رفرنس (الإنجليزية)